# Hongarije op de Olympische Winterspelen 1952
Tijdens de Olympische Winterspelen van 1952, die in Oslo (Noorwegen) werden gehouden, nam Hongarije voor de zesde keer deel.

## Medailleoverzicht
| Sport       | Olympiër                  | Discipline | Medaille |
| ----------- | ------------------------- | ---------- | -------- |
| Kunstrijden | Marianna Nagy László Nagy | paarrijden | Brons    |

## Deelnemers en resultaten

### Alpineskiën
| Olympiër         | Discipline       | Resultaat | Prestatie                              |
| ---------------- | ---------------- | --------- | -------------------------------------- |
| József Piroska   | reuzenslalom (m) | 79e       | 3.39,3 (+1.14,3)                       |
| József Piroska   | slalom (m)       | r1: 78e   | 2e run niet startgerechtigd 1.33,5+dns |
| Ildikó Szendrodi | afdaling (v)     | 32e       | 2.18,5 (+31,4)                         |
| Ildikó Szendrodi | reuzenslalom (v) | 37e       | 2.41,7 (+34,9)                         |
| Ildikó Szendrodi | slalom (v)       | 30e       | 2.30,3 (+19,7) 1.14,7+1.15,6           |

### Kunstrijden
| Olympiër                  | Discipline | Resultaat | Prestatie                 |
| ------------------------- | ---------- | --------- | ------------------------- |
| Győrgy Czakó              | mannen     | 12e       | pc. 112,0; 132,333 punten |
| Eszter Jurek              | vrouwen    | 23e       | pc. 199,0; 121,478 punten |
| Marianna Nagy László Nagy | paarrijden | Brons     | pc. 31,0; 97,400 punten   |
| Éva Szöllősi Gábor Vida   | paarrijden | 10e       | pc. 91,5; 83,200 punten   |

### Langlaufen
| Olympiër      | Discipline | Resultaat | Prestatie          |
| ------------- | ---------- | --------- | ------------------ |
| Ignácz Berecz | 50 km (m)  | 31e       | 4:46.23 (+1:12.50) |
| Pál Sajgó     | 18 km (m)  | 53e       | 1:13.25 (+11.51)   |
| Pál Sajgó     | 50 km (m)  | 27e       | 4:38.34 (+1:05.01) |

### Schaatsen
| Olympiër       | Discipline   | Resultaat | Prestatie         |
| -------------- | ------------ | --------- | ----------------- |
| Ferenc Lorincz | 500 m (m)    | 28e       | 46,1 (+2,9)       |
| Ferenc Lorincz | 1500 m (m)   | 10e       | 2.23,7 (+3,3)     |
| Ferenc Lorincz | 5000 m (m)   | 21e       | 8.51,2 (+40,6)    |
| József Merényi | 500 m (m)    | 32e       | 46,7 (+3,5)       |
| József Merényi | 1500 m (m)   | 21e       | 2.26,1 (+5,7)     |
| József Merényi | 5000 m (m)   | 26e       | 8.56,6 (+46,0)    |
| József Merényi | 10.000 m (m) | 17e       | 18.09,0 (+1.23,2) |

Argentinië · Australië · België · Bulgarije · Canada · Chili · Denemarken · Duitsland · Finland · Frankrijk · Griekenland · Groot-Brittannië · Hongarije · IJsland · Italië · Japan · Joegoslavië · Libanon · Nederland · Nieuw-Zeeland · Noorwegen · Oostenrijk · Polen · Portugal · Roemenië · Spanje · Tsjecho-Slowakije · Verenigde Staten · Zweden · Zwitserland